# 過海隧道巴士980A線
過海隧道巴士980A線是由九龍巴士及城巴聯合經營的香港過海隧道巴士路線，由沙田（碩門邨）單向開往灣仔（菲林明道）。

## 歷史
- 2018年1月2日：980A線投入服務[1][2][3]。
- 2018年9月10日：新巴班次增設實時抵站時間查詢服務。
- 2020年6月22日：增至4班車。
- 2023年7月1日：因應新巴城巴合併，本線改由九巴及城巴聯合經營。

## 服務時間及班次
- 碩門邨開：
  - 星期一至五：07:19、07:31、07:43、07:55
- 有紅字班次為九巴派車，其餘班次為城巴派車。

星期六、日及公眾假期不設服務

## 收費
全程：$22.9
- 小瀝源路往灣仔（菲林明道）：$19.6
- 西區海底隧道收費廣場往灣仔（菲林明道）：$11.4
- 過西區海底隧道後往灣仔（菲林明道）：$7.2

| - 本線設有12歲以下小童及65歲或以上長者半價優惠。 - 65歲或以上香港居民使用「樂悠咭」，以及12歲以下合資格殘疾兒童使用「殘疾人士身份」個人八達通繳付車資，均可享有每程$2.0或半價（以較低者為準）的票價優惠；12至64歲合資格殘疾人士使用「殘疾人士身份」個人八達通（包括「樂悠咭」），以及60至64歲香港居民使用「樂悠咭」繳付車資，均可享有每程$2.0或全費（以較低者為準）的票價優惠。 - 65歲或以上長者如使用長者或一般個人八達通繳付車資，則只可享有半價優惠；12至64歲合資格殘疾人士如不使用「殘疾人士身份」個人八達通，以及60至64歲人士如不使用「樂悠咭」繳付車資，必須繳付全費。 - 乘客可以現金或八達通於上車時付款，不設找續。 - 每位成人乘客可免費攜帶最多兩名4歲以下而不佔座位的兒童乘客乘車，超額之4歲以下小童必須繳付小童車費乘車。 - 持有「九巴月票」之乘客在車票有效期內，每日可享最多10程任何九龍巴士及龍運巴士路線（包括本路線，合資格車程只適用於九龍巴士／龍運巴士提供的班次；惟乘搭機場「A」及「NA」線則可享原價二七折優惠（不會計算每天10次合資格車程））；而B1線則可每日可享最多2程（不會計算每天10次合資格車程）。 - 九龍巴士、城巴、龍運巴士及陽光巴士全職員工及家屬（不包括外判職員）可免費乘搭本路線（陽光巴士員工及家屬只適用於九龍巴士提供的班次），惟必須拍職員或職員家屬八達通。 - 乘客亦可使用AlipayHK「易乘碼」、支付寶、WeChatHK／微信支付「搭車碼」、銀聯雲閃付「乘車碼」及BOC Pay「乘車碼」、具有感應式支付功能的JCB、卡美國運通、大來國際、Discover Card（只適用於九龍巴士／龍運巴士提供的班次）、VISA、Mastercard及銀聯卡，以及Apple Pay、Google Pay及Samsung Pay流動支付平台繳付車資。九巴班次的乘客使用上述付款方式，將只可享有與其他九巴路線／聯營路線九巴班次之轉乘優惠；城巴班次的乘客使用上述付款方式，將只可享有與其他城巴獨營路線或聯營線城巴班次之轉乘優惠。乘客亦不能享有「公共交通費用補貼計劃」及「長者及合資格殘疾人士公共交通票價優惠計劃」。 |

### 八達通轉乘優惠
乘客登上本線後150分鐘內以同一張八達通卡轉乘以下路線，或從以下路線登車後150分鐘內以同一張八達通卡轉乘本線，次程可獲車資折扣優惠：

## 行車路線
經：安明街、安心街、大涌橋路、小瀝源路、黃泥頭公共運輸交匯處、小瀝源路、牛皮沙街、沙田圍路、沙田路、大涌橋路、沙田鄉事會路、大埔公路－沙田段、青沙公路（大圍隧道、沙田嶺隧道、尖山隧道）、荔寶路、連翔道、西九龍公路、西區海底隧道、干諾道西、干諾道中、林士街、德輔道中、遮打道、美利道、金鐘道及軒尼詩道。

### 沿線車站

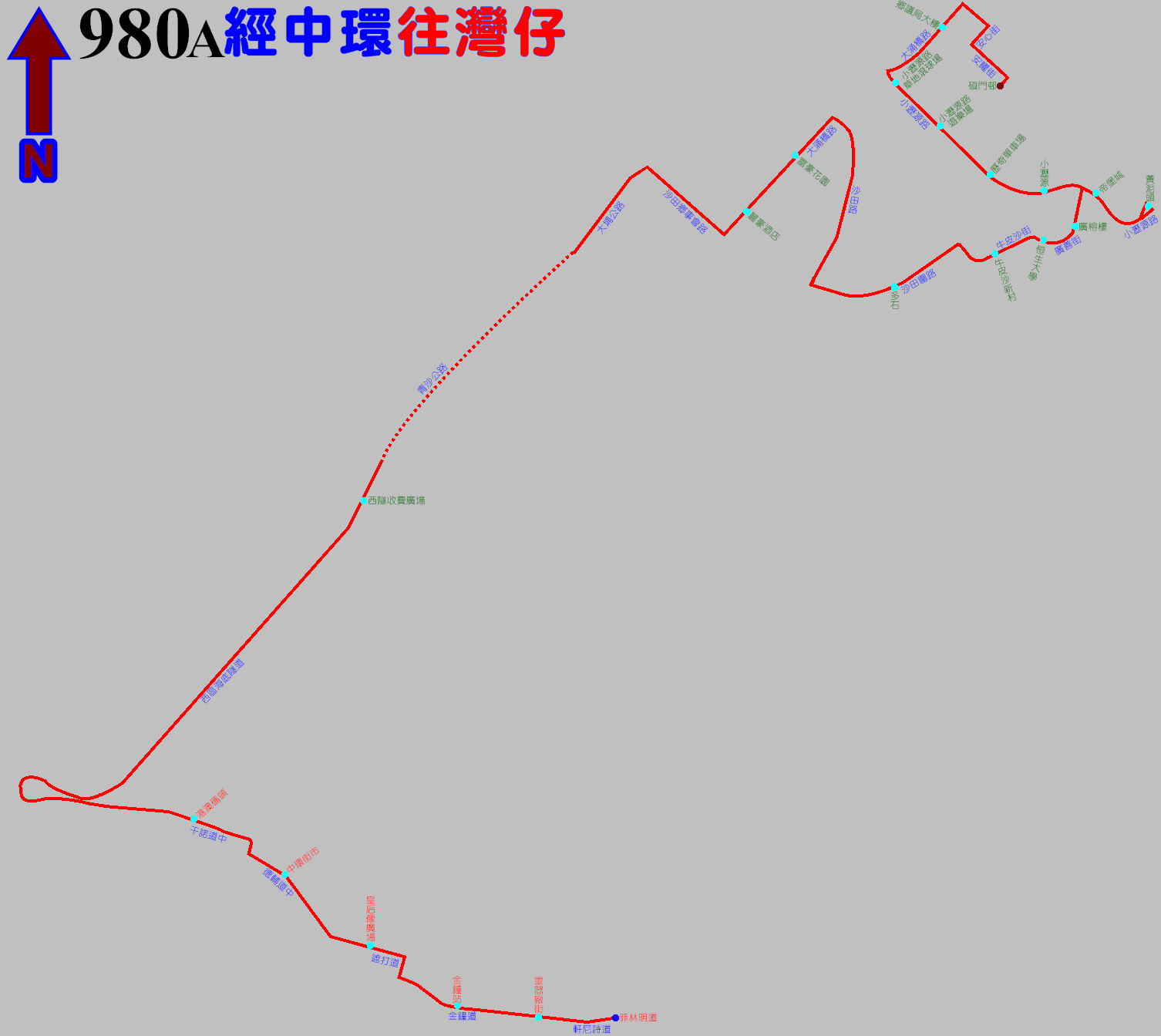
980A線的走線圖

| 1                                                | 碩門邨巴士總站                   | 碩門邨巴士總站       |
| 2                                                | 石門轉車站－新界鄉議局大樓（S3） | 大涌橋路             |
| 3                                                | 小瀝源草地滾球場                 | 小瀝源路             |
| 4                                                | 小瀝源路遊樂場                   | 小瀝源路             |
| 5                                                | 帝逸酒店（歷奇單車場）           | 小瀝源路             |
| 6                                                | 小瀝源                           | 小瀝源路             |
| 7                                                | 帝堡城                           | 小瀝源路             |
| 8                                                | 黃泥頭                           | 黃泥頭公共運輸交匯處 |
| 9                                                | 廣源邨廣榕樓                     | 廣善街               |
| 10                                               | 香港恒生大學                     | 牛皮沙街             |
| 11                                               | 牛皮沙新村                       | 牛皮沙街             |
| 12                                               | 多石                             | 沙田圍路             |
| 沙田路                                           |                                  |                      |
| 13                                               | 富豪花園                         | 大涌橋路             |
| 14                                               | 麗豪酒店                         | 大涌橋路             |
| 大埔公路－沙田段； 青沙公路；連翔道； 西九龍公路 |                                  |                      |
| 15                                               | 西區海底隧道轉車站（A3）         | 西區海底隧道         |
| 西區海底隧道                                     |                                  |                      |
| 16                                               | 港澳碼頭                         | 干諾道中             |
| 17                                               | 中環街市                         | 德輔道中             |
| 18                                               | 皇后像廣場                       | 遮打道               |
| 19                                               | 金鐘站                           | 金鐘道               |
| 20                                               | 軍器廠街                         | 軒尼詩道             |
| 21                                               | 菲林明道                         | 軒尼詩道             |

## 外部連結
九巴
- 過海隧道巴士980A線
- 過海隧道巴士980A線詳細時間表 （页面存档备份，存于）

城巴
- 過海隧道巴士980A線[]
- 過海隧道巴士980A線路線圖 （页面存档备份，存于）